# Suüstü
Suüstü (kurd. Şakitan) ist ein Dorf im Landkreis Yüksekova der türkischen Provinz Hakkâri. Suüstü liegt in Südostanatolien auf 1.870 m über dem Meeresspiegel, ca. 17 km nordwestlich von Yüksekova.
Suüstü bedeutet Oberwasser.  Der kurdische Name Şakitan ist beim Katasteramt registriert.
Im Jahr 1985 lebten 422 Menschen in Suüstü. 2009 hatte die Ortschaft 722 Einwohner. Suüstü verfügt über eine Grundschule. Die Dorfstraße ist unbefestigt.